# Ermita de San Blas (Burguillos de Toledo)
Aunque conocida popularmente como ermita de San Blas, se trata de un edificio reconstruido durante los siglos XVI-XVII, dedicado a Nuestra Señora de Burguillos, a la cual se hace mención en un documento mozárabe en el año 1209.
La iglesia de planta de cruz latina, de una sola nave, de cuatro tramos, separados mediante pilastras. Cerramiento con bóveda de cañón con lunetos y cúpula de media naranja sobre el crucero, arrancando de rico cornisamiento sostenido por pilastras toscanas.
Exteriormente, el cerramiento es de aparejo toledano y ladrillo simple en esquinas, coronándose con cornisa de ladrillo. En los paramentos laterales, a la altura de los lunetos interiores,  se abren hueco ventanas rectangulares, con dintel de ladrillo en abanico, estando enmarcadas las del crucero. La fachada es un sencillo paño con portalón central, de arco deprimido enmarcado; situándose, por encima de éste, un ventanal cegado. Se remata, sobre sencilla cornisa, por espadaña de dos ojos de arco de medio punto, más un tercero más pequeño, centrado y coronado por frontón triangular.
Actualmente ocupa la posición central del recinto destinado a cementerio de la localidad.

## Curiosidades
La ermita aparece como escenario en parte del videoclip Mariah's Pop del grupo musical católico homónimo, publicado en septiembre de 2021. 